# Eilema cramboides
Eilema cramboides är en fjärilsart som beskrevs av Sir George Hamilton Kenrick 1914. Eilema cramboides ingår i släktet Eilema och familjen björnspinnare. Inga underarter finns listade i Catalogue of Life.